# Paul Röschke
Paul Röschke (* 15. August 1908 in Fürth; † 11. Juli 1994 ebenda) war ein deutscher Fußballspieler.

## Karriere
Röschke begann als 16-Jähriger in der Jugendmannschaft der SpVgg Fürth mit dem Fußballspielen und rückte im August 1928 in die erste Mannschaft auf.
In den vom Süddeutschen Fußball-Verband ausgetragenen Meisterschaften kam er in der Bezirksliga Bayern zu Punktspielen.
Als Zweitplatzierter der Gruppe Nordbayern war er mit seiner Mannschaft für die in zwei Gruppen unterteilte Endrunde um die Süddeutsche Meisterschaft qualifiziert. Unter acht teilnehmenden Vereinen der Gruppe Südost setzte er sich mit seiner Mannschaft – mit sechs Punkten Vorsprung – deutlich durch und gewann am 2. Juni 1929 das Entscheidungsspiel „Dritter Teilnehmer an der Deutsche Meisterschaft“ mit 2:0 gegen den FSV Frankfurt, dem Sieger der Gruppe Nordwest.
Aus der Saison 1929/30 erneut als Nordbayerischer Meister hervorgegangen, belegte er mit seiner Mannschaft in der Endrunde um die Süddeutsche Meisterschaft erneut den zweiten Platz, diesmal hinter Eintracht Frankfurt.
Während seiner drei Jahre währenden Vereinszugehörigkeit – er bestritt insgesamt 34 Punktspiele – war die SpVgg Fürth dreimal für die Endrunde um die Deutsche Meisterschaft qualifiziert, er kam lediglich 1928/29 in drei Endrundenspielen zum Einsatz. Sein Debüt gab er am 30. Juni 1929 beim 2:0-Viertelfinal-Sieg über den Hamburger SV. Anschließend bestritt er das am 7. Juli mit 6:1 gegen den Breslauer SC 08 gewonnene Halbfinale, das den Einzug ins Finale bedeutete. Das am 28. Juli im Städtischen Stadion von Nürnberg vor 50.000 Zuschauern gegen Hertha BSC ausgetragene Finale wurde mit 3:1 gewonnen.
Eine im November 1929 in einem Freundschaftsspiel beim Dresdner SC erlittene Knieverletzung, durch Richard Hofmann zugezogen, machte ihm in der Folgezeit zu schaffen; die zeitnahe Punktierung versprach keine Besserung.
Im März 1930 wurde er erstmals zum Lehrgang der A-Nationalmannschaft nach Nürnberg eingeladen. Während eines Übungsspiel gegen eine Nürnberger Mannschaft – im Vorfeld des Länderspiels gegen die Nationalmannschaft Italiens in Frankfurt am Main – musste er infolge eines kurz zuvor erlittenen Meniskusschadens ausscheiden. Die anschließend erfolgte Operation verlief weniger erfolgreich, so dass sich das Ende seiner noch jungen Karriere bereits abzeichnete.

## Erfolge
- Deutscher Meister 1929
- Süddeutscher Meister 1931
- Nordbayerischer Meister 1930, 1931